# Engin Verel
Engin Ramiz Verel (ur. 15 września 1956 w Stambule) – turecki piłkarz występujący na pozycji pomocnika. 

## Kariera klubowa
Verel karierę rozpoczynał w 1973 roku w zespole Galatasaray SK. W 1975 roku wywalczył z nim wicemistrzostwo Turcji. W tym samym roku odszedł do Fenerbahçe SK. W 1976 roku, a także w 1977 roku wywalczył z nim wicemistrzostwo Turcji, w 1978 roku mistrzostwo Turcji, a w 1979 roku Puchar Turcji.
W połowie 1979 roku Verel został graczem niemieckiej Herthy BSC. W Bundeslidze zadebiutował 11 sierpnia 1979 roku w zremisowanym 0:0 meczu z Eintrachtem Brunszwik. W 1980 roku, po spadku Herthy do 2. Bundesligi, przeniósł się do belgijskiego Anderlechtu. W 1981 roku zdobył z nim mistrzostwo Belgii.
W 1983 roku Verel przeszedł do francuskiego Lille OSC. Spędził tam dwa lata, a w 1983 roku ponownie został zawodnikiem Fenerbahçe SK. W 1984 roku zdobył z nim Superpuchar Turcji. Po to trofeum ponownie sięgnął w 1985 roku. W tym samym roku zdobył z zespołem mistrzostwo Turcji. W 1986 roku zakończył karierę.

## Kariera reprezentacyjna
W reprezentacji Turcji Verel zadebiutował 8 maja 1974 roku w przegranym 1:5 meczu Balkan Cup z Bułgarią. W latach 1974–1982 w drużynie narodowej rozegrał 26 spotkań.